# نیک تورپین
نیک تورپین (انگلیسی: Nick Turpin؛ زادهٔ ۱۹۶۹ عکاس است.